# Domaine du Petit Cap
Le Domaine du Petit Cap est un ensemble de bâtiments historiques construits entre 1777 et 1781 à Saint-Louis-de-Gonzague-du-Cap-Tourmente au Québec.

## Histoire
Le Petit Cap est un promontoire de 45 m situé près de Cap Tourmente aux abords du fleuve Saint-Laurent. En 1777, le Séminaire de Québec démarre la construction d'une maison de vacances pour élèves et professeurs durant l'été. Nommé Château Bellevue, le bâtiment fait l'objet d'agrandissements en 1870. Il mesure alors 40,5 m de longueur par 11,5 m de large, comporte trois étages avec un toit à deux croupes. 
Une chapelle, dite Saint-Louis-de-Gonzague, est également construite sur le site en 1781. Elle suit un plan simple d'une nef sans transept et elle est surmontée d'un clocher et d'une flèche. Une sacristie est ajoutée en 1870.
Une maison de gardien est érigée en 1782 à l'usage des domestiques et contenait une boulangerie et une laiterie. 
Le site est parcouru de sentiers agrémentés de statues, de belvédères et d'une croix de chemin.
Le 24 octobre 2024 le ministre de la Culture et des Communications classé le domaine comme site patrimonial. La chapelle Saint-Louis-de-Gonzague et le château Bellevue sont classés en même temps,.

## Patrimoine
Appartenant toujours au Séminaire de Québec, le site constitue un témoignage de l'architecture classique française en Nouvelle-France. 